# H. L. Bateman
Pour les articles homonymes, voir Bateman.
Hezekiah Linthicum Bateman dit H.L. Bateman, né le 6 décembre 1812 à Baltimore et mort le 22 mars 1875 à Londres, est un acteur et manager américain.

## Biographie
Né à Baltimore dans le Maryland, il est le quatrième enfant et deuxième fils d'Amzi Bateman (vers 1777-1816), pêcheur, et de son épouse, Catherine Bateman (née Schaeffer) (vers 1784-1870). Amzi Bateman a servi dans le 6e régiment de la milice du Maryland et a participé à la défense de Baltimore contre l'invasion des troupes britanniques pendant la guerre anglo-américaine de 1812. Après sa mort en 1816, sa veuve encadre des étudiants pour subvenir à leurs propres besoins. 
Hezekiah Bateman est à contrecœur apprenti chez un ingénieur, mais en 1832 quitte ce poste pour devenir acteur, jouant avec Ellen Tree (en) (plus tard Mme Charles Kean) dans des rôles principaux pour mineurs. En 1855, il est directeur du théâtre de Saint-Louis pendant quelques années et en 1859, s'installe à New York. En 1866, il devient directeur de sa fille Kate Josephine Bateman (en) et retourne à Londres en 1871, où il dirige le Lyceum Theatre. Il y engage Henry Irving, le présentant pour la première fois dans The Bells, avec un grand succès. 
Son épouse Sidney Frances Cowell (en) est aussi actrice. Sa fille, l'actrice Virginia Frances Bateman (en) (1853-1940), épouse l'acteur-manager britannique Edward Compton. Une autre de ses filles est l'actrice Kate Josephine Bateman. Ses petits-enfants comprennent le romancier britannique Edward Montague Compton Mackenzie (1883-1972) et l'actrice Fay Compton(1894-1978),.